# Schweiß
Als Schweiß (griechisch ἱδρώς hidrós, lateinisch Sudor) wird ein von der Haut des Menschen und anderer Säugetiere über so genannte Schweißdrüsen abgesondertes wässriges Sekret bezeichnet. Die Schweißabsonderung wird als Schwitzen bezeichnet. Die Verdunstung sorgt für eine Regulierung der Körpertemperatur und das saure Milieu von Schweiß hemmt Bakterien in ihrer Ansiedelung und Ausbreitung.
Der Vorgang des Schwitzens wird auch Transpiration, Diaphorese oder Hidrosis genannt.
Eine übermäßige, krankhafte Absonderung von Schweiß wird als Hyperhidrose bezeichnet, bei einer reduzierten oder völlig fehlenden Schweißproduktion spricht man von Hypo- bzw. Anhidrose.

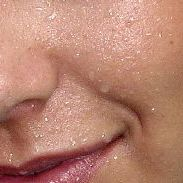
Schweißtropfen auf einem Gesicht

## Schwitzen beim Menschen

### Zusammensetzung und Eigenschaften des menschlichen Schweißes
Nach der Art ihrer Sekretion werden zwei Arten von Schweißdrüsen unterschieden: sogenannte ekkrine und apokrine Schweißdrüsen.
Die ekkrinen Schweißdrüsen sind beim Menschen praktisch über den ganzen Körper verteilt und können beträchtliche Mengen eines klaren, geruchlosen Sekretes produzieren, das zu mehr als 99 Prozent aus Wasser besteht. Außerdem enthält der Schweiß Salze, die ihrerseits aus Elektrolyten wie Na+, Cl−, K+ bestehen; daneben noch Lactate, Amino-, Capron-, Capryl-, Citronen-, Essig- und Propionsäure sowie in Spuren Harnstoff und Harnsäure. Daneben befinden sich im Schweiß noch Zucker und Ascorbinsäure in geringen Konzentrationen. Der pH-Wert liegt im sauren Bereich bei pH 4,5.
Im Gegensatz dazu kommen die apokrinen Schweißdrüsen nur in den behaarten Körperarealen der Achsel- und Genitalregion sowie an den (haarlosen) Brustwarzen vor. Sie produzieren geringe Mengen eines milchigen Sekretes, das Proteine und Lipide enthält und annähernd pH-neutral ist (pH 7,2) (siehe auch Wirbeltierpheromone).
Frischer Schweiß ist völlig geruchlos. Erst der Abbau von langkettigen Fettsäuren zu kürzeren Ketten wie Buttersäure oder Ameisensäure sorgt für den typischen Schweißgeruch. Dafür sind verschiedene zur natürlichen Hautflora zählende Bakterien verantwortlich.
Eine Ausnahme bildet die Pubertät: Durch verschiedene hormonell bedingte Vorgänge im Körper kann auch frischer Schweiß schon riechen.

### Funktionen des Schwitzens

#### Temperaturregulation
Schwitzen – medizinisch auch als Diaphorese (v. griech. διαφέρειν „hindurch tragen“) oder Transpiration bezeichnet – ist ein effektiver Mechanismus, um überschüssige Wärme abzugeben und damit die Körpertemperatur zu regulieren: Die Verdunstungswärme von Wasser beim Übergang zum Wasserdampf beträgt 2400 kJ/Liter.
Hierzu dient vor allem das volumenreiche wässrige Sekret der ekkrinen Drüsen, die beim Erwachsenen bis zu 2–4 Liter pro Stunde bzw. 10–14 Liter am Tag produzieren können (10–15 g•min−1•m−2). Das heißt, dass die Verdunstung dieser Schweißmenge eine Wärmeabgabe von 333 W/m² Körperoberfläche (KOF) bedingt – abtropfender Schweiß wird bezüglich Wärmeregulation vergeblich vergossen. Ohne starke körperliche Aktivität oder heiße Umgebung verliert der Mensch ca. 100–200 ml Schweiß pro Tag.
Schweiß kann allerdings nur verdunsten, wenn der Wasserdampfdruck der Luft geringer ist als der an der Hautoberfläche. Die Differenz der Wasserdampf-Partialdrücke von 1 kPa bewirkt eine Wärmeabgabe von 58 W/m² KOF bei Windstille. Je mehr Wind bläst, desto mehr Wärme kann abgeführt werden. Von der Außentemperatur ist die Wärmeabgabe mittels Schwitzen unabhängig.

Perspiratio insensibilis ist eine Form der Wasserausscheidung, die nicht wahrnehmbar ist. Sie besteht aus der Feuchtigkeit der Ausatemluft und der unmerklichen Wasserverdunstung durch die Haut (Diffusion durch die Haut ohne Beteiligung der Schweißdrüsen). Dadurch entsteht ein täglicher Verlust von 400 bis zu 1000 ml Wasser und gleichzeitig eine Wärmeabgabe, die ca. 20 % der täglich produzierten Körperwärme in Ruhe entspricht. Während der Flüssigkeitsverlust über die Ausatemluft ein unvermeidbares physikalisches Phänomen darstellt, dient der nicht wahrnehmbare Wasseraustritt der Hydrierung der Haut und der Produktion des Säureschutzmantels.
Starkes Schwitzen mit kalter Haut, so genannte Kaltschweißigkeit, ist häufig bei schwerkranken Patienten (Herzinfarkt, Lungenödem) anzutreffen. Hier dient das Schwitzen nicht der Temperaturregulation, sondern stellt ein Begleitphänomen dar.

#### Signalwirkung
Im Schweiß enthalten sind auch Sexualduftstoffe (Pheromone), so dass dem Schweiß auch bei der Fortpflanzung bzw. der sexuellen Erregung des Sexualpartners Bedeutung zukommt. Bei Tieren ist dies gut erforscht, und Pheromone werden in der Tierzucht zur Steuerung der Empfänglichkeit eingesetzt (siehe auch Jacobsonsches Organ oder Vomeronasalorgan).
Die Bedeutung beim Menschen ist umstritten, da sich das Vomeronasalorgan, das zur Wahrnehmung dieser Geruchsstoffe dient, während der Embryonalperiode zu einem Rudiment zurückbildet. Trotzdem gibt es zahlreiche wissenschaftliche Belege, dass Menschen in ihrem Verhalten durch Schweißgeruchskomponenten beeinflusst werden, insbesondere durch das Sekret der apokrinen Schweißdrüsen. Beim Menschen spielt dies insbesondere im Zusammenhang mit dem emotionalen oder stressbedingten Schwitzen eine Rolle.
Im Unterschied zum thermoregulatorischen Schwitzen (= Schwitzen zum Zweck der Kühlung) tritt das Stress-Schwitzen schlagartig auf. Dieses entsteht auch unabhängig von der Umgebungstemperatur, z. B. bei Stress-Situationen im Büro, bei „Dates“ oder ähnlichen Situationen. Stress-Schweiß wird oft auch als „kalter Schweiß“ bezeichnet. Die in der Stressreaktion freigesetzten Hormone Adrenalin und Noradrenalin verengen die Blutgefäße der Haut und sorgen so für eine Umverteilung des Blutes zugunsten der Muskeln. Die verminderte Durchblutung der Haut senkt deren Temperatur, und die Verdunstung von Schweiß führt zu einer weiteren Abkühlung. Im Gegensatz dazu wird beim thermoregulatorischen Schwitzen, z. B. bei körperlicher Anstrengung, die Hautdurchblutung gesteigert, um möglichst viel Wärme über die Körperoberfläche abzuführen.
Beim emotionalen Schwitzen in der Achsel sind sowohl ekkrine wie auch sogenannte apokrine Schweißdrüsen beteiligt. Apokrine Schweißdrüsen findet man nur in Verbindung mit Haaren der Achsel- und Genitalregion sowie im Bereich der Brustwarze.
Sie spielen eine besondere Bedeutung beim axillären emotionalen Schwitzen. Apokrine Drüsen produzieren ein Sekret, das Lipide und Proteine sowie Substanzen enthält, die von Hautbakterien zu flüchtigen Molekülen verstoffwechselt werden können. Diese nimmt man dann als typisch schweißigen Geruch wahr.
Es wird angenommen, dass solche apokrinen Gerüche eine Rolle bei der nonverbalen Kommunikation spielen. Das zusätzlich von den ekkrinen Schweißdrüsen in der Achsel freigesetzte Wasser fördert die Verteilung des apokrinen Schweißes auf der Haut und auf den Haaren. Dadurch wird die benetzte Oberfläche vergrößert und die Freisetzung der Geruchsstoffe gesteigert.
Die axillären ekkrinen und apokrinen Schweißdrüsen werden bei Stress vom autonomen (also dem nicht willentlich kontrollierbaren) Nervensystem und durch Stress-Hormone im Blut (Adrenalin) zur Sekretion angeregt.
Der Nervenimpuls erreicht die Drüsen innerhalb von Sekunden, nachdem eine Bedrohung wahrgenommen wurde, und löst unmittelbar eine starke Schweißausschüttung aus. Hierbei werden bereits in den ersten Minuten deutlich größere Schweißmengen freigesetzt (bis zu 70 mg/min je Achsel), als dies beim eher langsam einsetzenden thermischen Schwitzen der Fall ist.

### Wissenschaftliche Untersuchungen
Schwitzen führt zu einer Senkung des Hautwiderstands. Dies lässt sich für wissenschaftliche und forensische Untersuchungen beim Einsatz des sogenannten Lügendetektors nutzen und wird als psychogalvanische Hautreaktion bezeichnet.
In seltenen Fällen kann es durch die Einlagerung des Pigments Lipofuszin in die Schweißdrüsen zu einer bunten Verfärbung des Schweißes kommen (Chromhidrose). Diese Störung der normalen Schweißproduktion kann mithilfe von Capsaicin-haltigen Cremes oder durch eine Behandlung mit Botulinumtoxin behandelt werden.

### Schwitzen in der Sauna

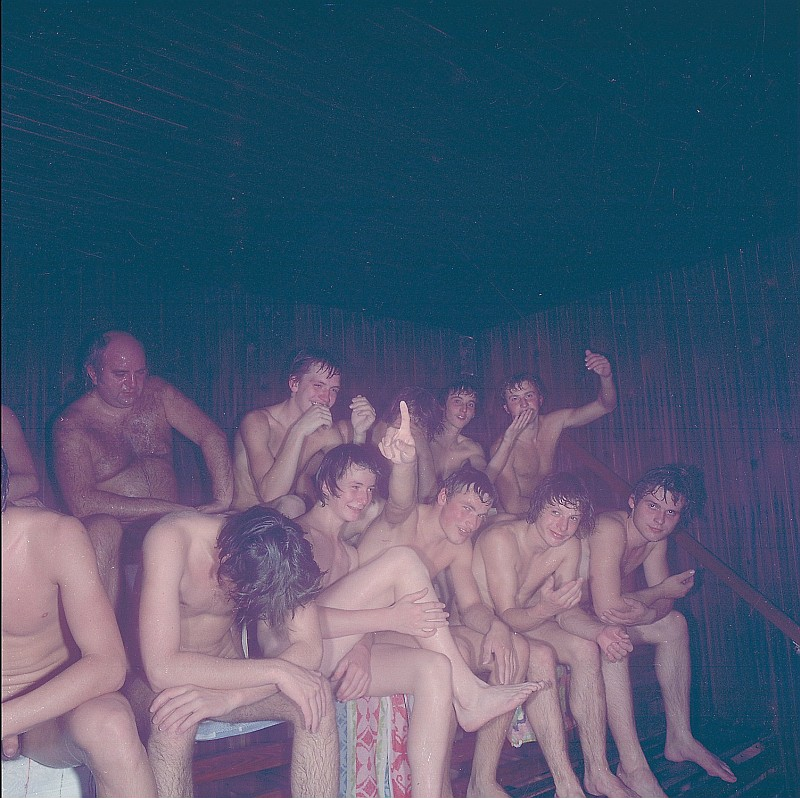
Schwitzen in der Sauna

In der Sauna lassen sich die geschilderten Vorgänge am besten beobachten: Typischerweise wird in der Sauna eine Umgebungstemperatur von etwa 90 °C eingestellt. Dabei ist zwar die relative Luftfeuchtigkeit niedrig, der Wasserdampfdruck auf der schweißbedeckten Haut liegt aber dennoch weit unter dem der Umgebung, so dass der gebildete Schweiß nicht verdunsten kann, sondern (thermoregulatorisch ineffektiv) abtropft. Da unter diesen Bedingungen alle Möglichkeiten der Wärmeabgabe so gut wie unmöglich sind – die Wärmeregulation über Konvektion ist aufgrund der hohen Umgebungstemperatur ausgeschlossen, und auch die aufgenommene Wärmestrahlung ist größer als die strahlungsbedingte Wärmeabgabe –, steigt die Körperkerntemperatur relativ schnell an.
Weil dabei die Hautdurchblutung intensiviert wird, verdoppelt sich das Herzzeitvolumen und der Puls steigt dementsprechend. Wird die empfohlene Dauer eines Saunagangs nicht überschritten, hält sich der Flüssigkeitsverlust dennoch in Grenzen, sofern danach eine sofortige Abkühlung erfolgt. Ein intaktes Herz-Kreislauf-System ist dabei eine Voraussetzung.
Allerdings können regelmäßige Saunabesuche ohne Aufguss und bei 60 °C laut einer Studie die Symptome von Patienten mit Herzinsuffizienz bessern.
Wird ein Aufguss vorgenommen, so führt dies zu einer zusätzlichen Wärmezufuhr durch Wasserdampf, der auf der Haut kondensiert. Eine wissenschaftliche Studie hat ergeben, dass das nach einem Aufguss vom Körper des Saunabesuchers abtropfende Wasser – je nach Versuchsbedingungen – zu 14 % bis 67 % aus Wasser besteht, das auf dem Körper des Saunabesuchers kondensiert ist und somit nur 33 % bis 86 % des Abtropfwassers tatsächlich vom Schweiß des Saunabesuchers stammt.

### Schweiß als evolutionärer Vorteil
Die Thermoregulation durch Schweiß brachte den frühen Menschen im Laufe der Hominisation einen klaren Vorteil bei der Jagd. Im Gegensatz zu vielen seiner Beutetiere besaß vermutlich bereits der Homo erectus ein Vielfaches an Schweißdrüsen und war somit in der Lage, Ausdauerjagd zu betreiben. Während potentielle Beute (z. B. Antilopen) relativ schnell unter Erschöpfung litt, konnte er als Jäger problemlos größere Distanzen zurücklegen.

## Schwitzen bei anderen Tieren
Nicht alle Säugetiere sind in der Lage zu schwitzen. Nur wenige Primaten besitzen ekkrine Schweißdrüsen, wobei der Mensch deutlich mehr davon hat als jedes andere Tier.

### Primaten
Die Fähigkeit, die Körpertemperatur durch Schwitzen zu regulieren, haben nur Primaten, sie ist jedoch bei keinem Tier so stark ausgeprägt wie beim Menschen. Im Direktvergleich haben Menschen pro Quadratzentimeter Haut zehnmal so viele Schweißdrüsen wie Schimpansen. Dennoch ist der tägliche Wasserbedarf von Schimpansen, Gorillas und Orang-Utans 30 bis 50 Prozent höher als beim Menschen.

### Pferde
Wie stark und in welcher Körperregion Pferde schwitzen, hängt von der Art der Belastung ab. Reitpferde, die nach einer Aufwärmphase optimal gefordert werden, bilden insbesondere an der Bauchmuskulatur und an den Flanken Schweißflecken, während Pferde, die stark belastet werden und zu viel Energie verbrauchen, auch sichtbar am Hals schwitzen.
Pferde, die nach dem Reiten oder einem Einsatz als Zugtier am ganzen Körper geschwitzt haben, sollten trocken geritten (oder geführt) oder abgerieben werden, damit sie sich nicht erkälten.

### Hornträger und Kamele
Obwohl Hornträger schwitzen können, haben einige Arten, etwa Wasserbüffel, so wenige Schweißdrüsen, dass sie sich bei großer Hitze durch Suhlen im Schlamm abkühlen müssen. Tiere, die wie die Mendesantilope an einen heißen, trockenen Lebensraum angepasst sind, schwitzen ebenfalls kaum, da sie so weniger Wasser benötigen.
Als Bewohner trockener, heißer Gebiete verfügen auch Kamele über einen ausgeklügelten Wasserhaushalt. Um kein Wasser durch Schwitzen zu verlieren, können Kamele ihre eigene Körpertemperatur auf bis zu 42 °C erhöhen.

### Raubtiere
Raubtiere haben nur eingeschränkt die Möglichkeit zum Schwitzen. Hundeartige, einschließlich des Haushundes, haben nur an den Ballen unter den Pfoten Schweißdrüsen, daher müssen sie ihre Körpertemperatur über Hecheln regulieren. Katzenartige können dagegen in unterschiedlichen Körperregionen schwitzen. Bei ihnen sitzen die Schweißdrüsen zwischen den Zehen- und Sohlenballen sowie an den Lippen, am Kinnwinkel, jedoch auch in der Umgebung der Zitzen und rund um den After.

### Säugetiere, die nicht schwitzen können
Schweine und Nager besitzen keine funktionsfähigen Schweißdrüsen. Diese Tierarten nutzen andere Möglichkeiten zur Kühlung, z. B. Hecheln, Wälzen in oder Andrücken an (feuchten) Boden (Splooting), Belecken des Fells. Nagetiere geben zur Thermoregulation auch Wärme über ihre Ohren ab. Bei hohen Außentemperaturen sollten Halter ihren Haus- und Nutztieren die Möglichkeit bieten, sich an einen kühlen bzw. schattigen Platz zurückzuziehen.